# Ancistrorhynchus clandestinus
Ancistrorhynchus clandestinus es una orquídea epífita originaria del oeste de África tropical.

## Distribución y hábitat
Estas orquídeas epífitas monopodiales son medianas a pequeñas y se encuentran en Ghana, Costa de Marfil, Camerún, República Centroafricana, Congo, Gabón, Guinea Ecuatorial, Liberia, Nigeria, Sierra Leona, Togo, Uganda, Ruanda y Zaire, en los bosques siempreverdes en alturas de 900 a 1100  m s. n. m.

## Descripción
Son plantas de tamaño pequeño o grande que prefieren clima cálido a fresco y son monopodiales epífitas, colgantes con 5 a 10 hojas en forma de abanico, estrictamente lineales, y con el ápice bi-lobulado de manera muy desigual que se articulan a las bases, florece en una inflorescencia de 2 cm de largo, con flores de color blanco de 9.4 mm de ancho y agudas brácteas florales elíptico-lanceoladas. La floración se produce en el otoño.

## Taxonomía
Ancistrorhynchus clandestinus fue descrito por (Lindl.) Luer y publicado en Beihefte zum Botanischen Centralblatt 36: 138. 1918.
Etimología
Ancistrorhynchus: nombre genérico que se refiere a la forma de cuerno del rostelo.
clandestinus: epíteto latino que significa "oculta".
Sinonimia
- Ancistrorhynchus brunneomaculatus (Rendle) Schltr. 1918;
- Ancistrorhynchus durandianus (Kraenzl. ex De Wild. & T.Durand) Schltr. 1918;
- Ancistrorhynchus stenophyllus (Schltr.) Schltr. 1918;
- Angorchis clandestina (Lindl.) Kuntze 1891;
- Angraecum brunneomaculatum Rendle 1913;
- Angraecum clandestinum Lindl. 1836;
- Angraecum clandestinum var. stenophyllum Schltr. 1900;
- Listrostachys clandestina (Lindl.) Rolfe 1897;
- Listrostachys durandiana Kraenzl. ex De Wild. & T.Durand 1899[1][4][5]